# Burg Wallenrode
Die Burg Wallenrode ist eine abgegangene Höhenburg bei 575 m ü. NHN auf dem Burgstein im Geroldsgrüner Forst etwa 2000 Meter westsüdwestlich der Kirche von Geroldsgrün im Landkreis Hof in Bayern.

## Geschichte
Die Burg wurde in der Mitte des 13. Jahrhunderts durch Albert von Waldinrode erbaut, er war der Sohn des meranischen Marschalls Eberhard Förtsch von Thurnau. Sie wurde so zur Stammburg der Familie von Wallenrode, Ministeriale der Andechs-Meranier. Nach dem Aussterben der Meranier kam die Burg an die Bischöfe von Bamberg. Sie war im bischöflichen Urbar A um 1325 noch verzeichnet, im Urbar B von 1348 dagegen nicht mehr, was für eine Zerstörung zwischen 1325 und 1348 spricht. Das Urbar um 1325 fällt damit in die Zeit der Bischöfe Johann Wulfing von Schlackenwerth und Heinrich II. von Sternberg. Die Zerstörung erfolgte bei der Auseinandersetzung mit den Grafen von Orlamünde im Streit um das Erbe der Meranier.
Von der maximal 314 × 60 Meter großen, durch Wallgräben in vier Abschnitte geteilten Anlage mit keilförmiger 8 × 30 Meter großer Kernanlage sind noch zwei Halsgräben und mehrere Wallgräben erhalten. Die Hauptburg auf dem Bergsporn ist durch zwei tiefe Halsgräben gesichert. Zwei vorgelagerte Areale, die noch einmal durch Wälle getrennt sind, gelten als Vorburgen. Möglicherweise spiegeln sie verschiedene Phasen der Nutzung wider. Da solche Wälle zur Abwehr der berittenen Ungarn angelegt wurden, gibt es die Theorie, dass die Burg auch schon zur Zeit der Ungarneinfälle bestanden hat. Die Stelle ist als Bodendenkmal mit der Denkmalnummer D-4-5635-0010 geschützt.
Die Burg wird auch als „Burgstein“ bezeichnet. Die Burg Hohenrod gilt als Vorgängerburg. Die Familie der Wallenrode wanderte nach der Zerstörung in den Raum Bad Berneck ab und errichtete dort die Burg Neu-Wallenrode, so dass der ursprünglichen Burg auch der Name „Alt-Wallenrode“ zukam.
Sagen ranken sich um einen Abendmahlskelch, der als Weinbecher bei der Burg gefunden worden sein soll und um einen noch nicht gehobenen Schatz.
Der Kartograph Johann Christoph Stierlein stellte 1816 eine erstmals sehr präzise Karte des Burgbereichs mit dem noch vorhandenen Bestand fertig.